# Vasco da Gama
|  | Aquest article tracta sobre el navegant portuguès da Gama (desambiguació). Vegeu-ne altres significats a «Vasco da Gama (desambiguació)». |

Vasco da Gama o Vasco de Gama (Sines, Regne de Portugal, 1469 - Cochin, Índia portuguesa, 1524) fou un navegant i aventurer portuguès. Nascut en el si d'una família noble, va ser el primer europeu que va arribar a l'Índia navegant a través del cap de Bona Esperança.
L'any 1497 el rei Manuel I de Portugal va confiar a Vasco da Gama el comandament d'una flota de quatre navilis que tenia com a objectiu obrir una ruta per mar que arribés fins a les illes productores d'espècies. Amb això es pretenia equilibrar l'avantatge que el descobriment de Cristòfor Colom havia representat per a Castella i completar la tasca iniciada pel rei Enric el Navegant. L'expedició va salpar amb el projecte de vorejar la costa africana fins a arribar al cap de Bona Esperança i continuar rumb est, per a obrir intercanvis comercials i arrabassar als àrabs el trànsit mercantil. El març del 1498 l'expedició va entrar en contacte amb algunes comunitats indígenes que comerciaven amb l'Índia, i dos mesos després van abordar el nord de Calicut, finalitzant el periple que va portar Vasco da Gama a completar el descobriment de la ruta marítima fins a l'Índia. Per primera vegada un estat europeu (Portugal) va poder entrar en contacte directe amb la civilització hindú, un esdeveniment fonamental per al decurs de la història occidental. A finals d'agost de 1499, precedit per un dels navilis de l'expedició, Vasco da Gama va tornar a Portugal, fent possible amb la seva gesta un èxit comercial sense precedents, que determinaria en gran manera un gran benefici comercial per als portuguesos i per extensió, a altres països.
El 1502, Vasco da Gama va tornar a fer-se a la mar, aquesta vegada amb el comandament d'una flota de vint navilis, que van crear les bases de l'imperi colonial portuguès en apoderar-se de Quiloa i Sofala, a Moçambic. Va derrotar els àrabs i eliminar bona part de la seva influència a l'Índic, instaurant l'hegemonia marítima portuguesa en aquell oceà; construïren a Cochin la primera factoria portuguesa d'Àsia. De tornada a Lisboa, el 1503, va romandre allunyat de la navegació durant quasi vint anys, fins que va ser nomenat virrei de l'Índia el 1524, lloc on va morir poc després de la seva arribada.

## Primers anys i joventut
Vasco da Gama va néixer a Sines, a la costa sud-oest de Portugal, probablement en una casa propera a l'església de Nossa Senhora das Salas. Segons algunes fonts, podria ser l'any 1460; segons d'altres, el 1469. Sines era un dels pocs ports a la costa de l'Alentejo, i aquells temps era un petit llogaret de cases habitades per pescadors.
Vasco da Gama era fill d'Estêvão da Gama (c. 1430-1497), que el 1460 era cavaller de la casa de Ferran de Portugal i d'Aragó, segon duc de Viseu. Ferran de Portugal el va nomenar alcaid-mor (capità-major o batlle) de Sines i li va concedir que pogués rebre un petit ingrés dels impostos sobre la fabricació del sabó a Estremoz. Estêvão da Gama estava casat amb Isabel Sodré, filla de João Sodré (també conegut com a João de Resende). Sodré, que era d'ascendència anglesa, tenia vincles amb la família del príncep Diogo, duc de Viseu, fill del rei Eduard I de Portugal i governador de l'Orde Militar de Crist, un orde militar portuguès, hereva dels templaris a Portugal.
Poc se sap sobre els primers anys de la vida de Vasco da Gama. L'historiador portuguès Teixeira de Aragão, ha suggerit que hauria estudiat a Évora, on podria haver après matemàtiques i navegació. És evident que Vasco da Gama coneixia bé l'astronomia, i és possible que estudiés amb l'astrònom jueu nascut a Salamanca, Abraham Zacuto.
L'any 1492, el rei Joan II de Portugal –el Príncep Perfecte– va enviar Vasco da Gama al port de Setúbal, al sud de Lisboa, per capturar navilis francesos a l'Algarve en represàlia pels actes de vandalisme realitzats en temps de pau contra la navegació portuguesa, una tasca que Vasco da Gama portà a terme de manera ràpida i eficaç.

## Primer viatge: la ruta marítima a l'Índia

### Antecedents
Des de principis del segle xv, a partir de les prioritats establertes per l'Infant D. Henrique, els portuguesos van aprofundir en el coneixement de la costa africana. A partir de la dècada del 1460, l'objectiu era aconseguir vorejar la punta sud del continent africà per així poder accedir a les riqueses de l'Índia –pebre negre i altres espècies–, establint una ruta marítima fiable. La República de Venècia havia dominat gran part de les rutes comercials entre Europa i Àsia, però des de 1453, amb la caiguda de Constantinoble per part dels otomans, el comerç havia disminuït i s'havien disparat els costos.
Quan Vasco da Gama tenia uns deu anys, aquests objectius ja estaven a punt de ser assolits. Bartolomeu Dias havia retornat a Portugal després de passar el cap de Bona Esperança, i d'explorar el rio do Infante (River Gran Fish) a l'actual Sud-àfrica. A més a més, havia comprovat que la costa continuava en direcció nord-est. Portugal esperava utilitzar la ruta iniciada per Dias per trencar el monopoli sobre el comerç que existia a la Mediterrània.
Al mateix temps, fent ús de les expedicions per terra durant el regnat de Joan II de Portugal, que recolzava la teoria que l'Índia era accessible viatjant amb vaixell des de l'oceà Atlàntic, Pêro da Covilhã i Afonso de Paiva havien estat enviats a través de Barcelona, Nàpols i l'illa de Rodes a Alexandria on, fent-se passar per mercaders, van aconseguir arribar a Aden. Allà es van separar: Paiva es va dirigir a Etiòpia i va morir de la pesta, sense realitzar cap informe; Covilhã es va dirigir a Ormuz. Tampoc va tornar mai més a Portugal, encara que ell si va aconseguir fer arribar el seu informe a través d'emissaris.
Faltava només un navegant que demostrés el vincle entre els resultats de Dias i Corvilhã per inaugurar una ruta comercial potencialment lucrativa cap a l'oceà Índic. La tasca va ser assignada inicialment pel rei Joan II a Estevão da Gama, el pare de Vasco da Gama. No obstant això, donada que va morir el juliol de 1497, el comandament de l'expedició va ser cedit pel nou rei Manuel I de Portugal a Vasco da Gama, possiblement tenint en compte els seus bons serveis en protegir els interessos comercials portuguesos de les depredacions dels francesos al llarg de la Costa d'Or africana.

### Desenvolupament del viatge

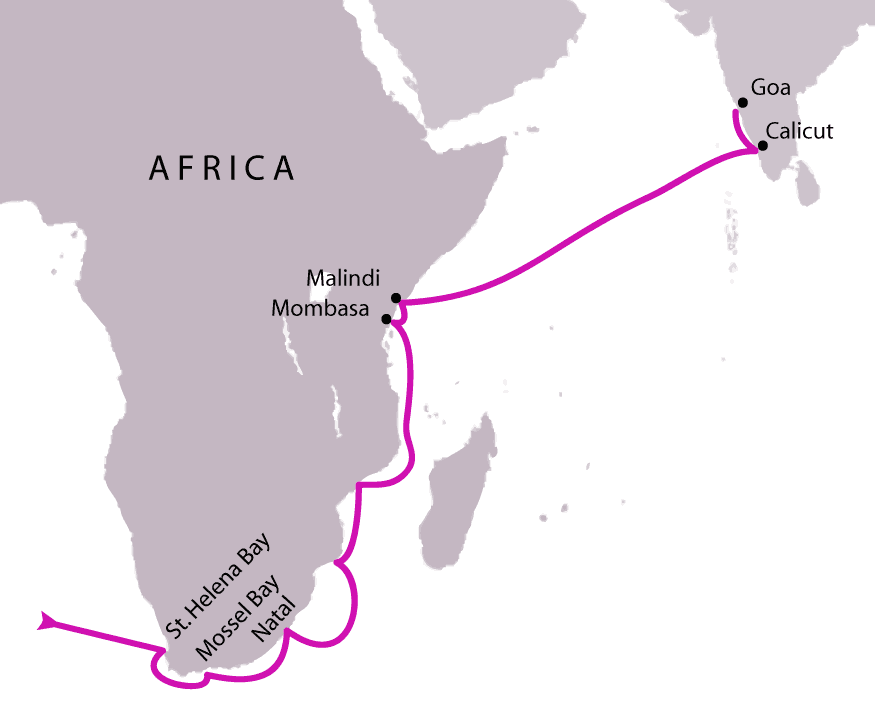
Primer viatge de Vasco de Gama

Manuel I de Portugal l'Afortunat va encomanar a Vasco de Gama la missió de trobar terres cristianes a l'est. El rei, com molts europeus, creia que l'Índia era el llegendari regne cristià de Preste Joan. També volia tenir accés als mercats comercials d'Orient. Vasco da Gama va ampliar l'exploració de la ruta marítima del seu precursor Bartolomeu Dias, que va ser el primer a anar més enllà del cap de Bona Esperança el 1488, culminant una generació de l'exploració marítima portuguesa fomentada per l'escola nàutica d'Enric el Navegant. El viatge de Vasco da Gama establiria una ruta per mar des d'Europa a l'Índia que permetria el comerç amb l'Orient més llunyà, sense l'ús de les rutes costoses i insegures de caravanes de la Ruta de la Seda, per l'Orient Mitjà i l'Àsia central.

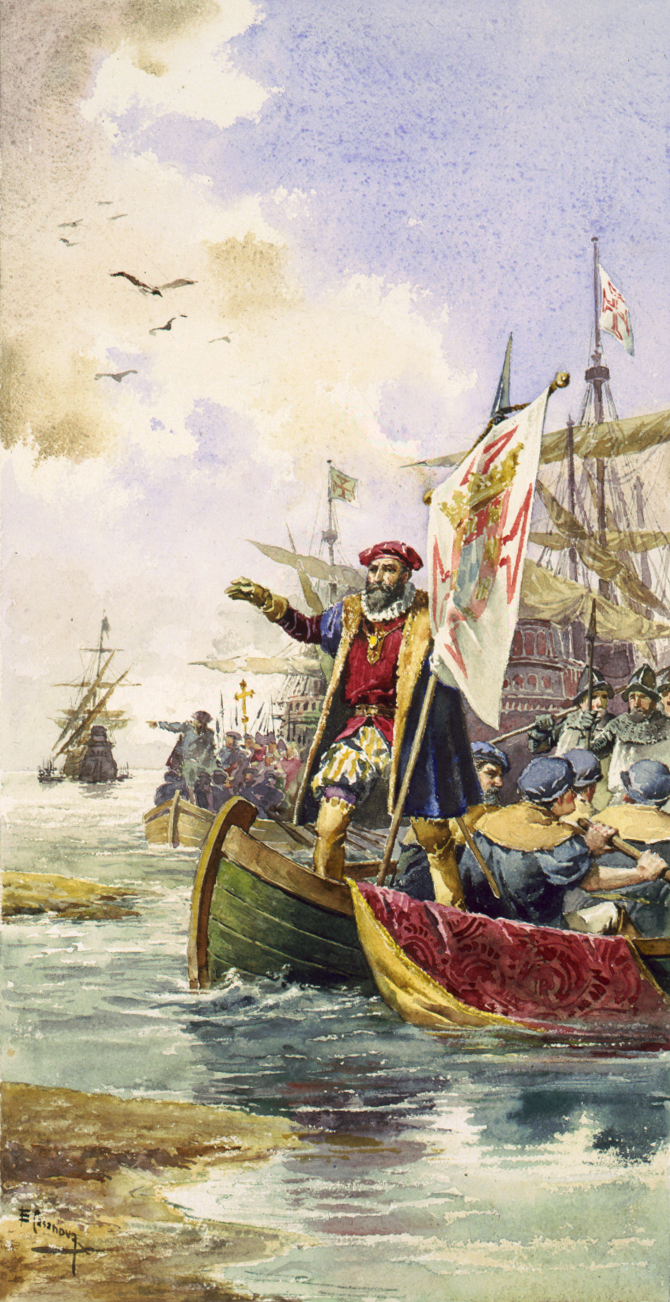
Vasco de Gama en el primer dels seus viatges arribant a Calicut el 20 de maig de 1498.

El rei Manuel I li confià el comandament de la flota que, el 8 de juliol de 1497, va salpar des del Tajo (Lisboa) a la recerca de l'Índia, amb 170 homes (mariners i soldats) distribuïts en quatre petits vaixells:

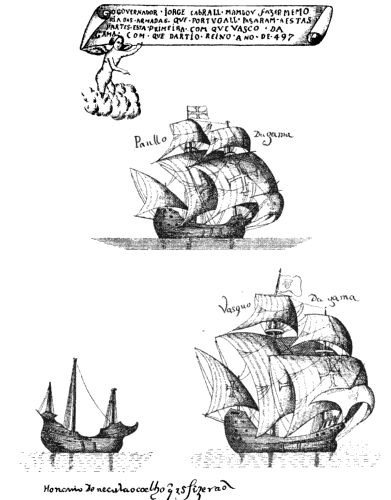
Els vaixells de Vasco de Gama: São Gabriel, São Rafael i Bérrio (ca. 1558. Il·lustració de Roteiro da viagem, d'Álvaro Velho.

- El São Gabriel, construït especialment per a aquest viatge i comandat pel mateix Vasco de Gama.
- El São Rafael, també construït per aquest viatge i comandat per Paulo da Gama, germà del capità major.
- Berrio, una caravel·la més petita que les anteriors, oferta pel Manuel de Bérrio, el seu propietari, i comandada per Nicolau Coelho.
- El São Miguel, un petit vaixell per al transport de subministraments, que posteriorment va ser incendiat a la costa oriental africana, i que va ser comandat per Gonçalo Nunes.[4]

L'expedició va salpar de Lisboa, acompanyada de Bartolomeu Dias que va seguir en una caravel·la rumb cap a Elmina, per una ruta ja experimentada pels navegants que el van precedir; el camí seguia la costa africana passant per l'illa de Tenerife i l'arxipèlag de Cap Verd. Després d'apropar-se a la costa africana a l'actual Sierra Leone, Vasco da Gama es va desviar cap al sud, per l'oceà obert, creuant la línia de l'Equador, a la recerca dels vents de l'oest de l'Atlàntic Sud, que Bartolomeu Dias ja havia identificat el 1487. Aquesta maniobra, coneguda com la "volta del mar" (volta do mar), va ser reeixida i el 4 de novembre de 1497 l'expedició havia arribat de nou a la costa africana. Després de més de tres mesos, els vaixells havien navegat més de 6.000 quilòmetres de mar obert, el viatge més llarg conegut fet a alta mar fins aquella data.
El 16 de desembre la flota havia sobrepassat l'anomenat riu do Infante (Gran Riu Fish, a la costa oriental de l'actual Sud-àfrica), el punt en què Bartolomeu Dias havia decidit tornar, navegant a partir d'aquí en aigües desconegudes per als europeus. El dia de Nadal (Natal en portugués), da Gama i la seva tripulació van batejar la costa per la qual navegaven amb el nom de Nata (actual província sud-africana de KwaZulu-Natal).
El 2 de març de 1498, completant el contorn de la costa africana, la flota va arribar a Moçambic, després d'haver patit forts temporals i d'haver de sufocar amb mà de ferro una revolta dels mariners. A la costa d'Àfrica oriental, els territoris controlats pels musulmans integraven la xarxa de comerç a l'oceà Índic. A Moçambic van trobar els primers comerciants indis. Inicialment van ser ben rebuts pel sultà, que els va confondre amb els musulmans i els van proporcionar dos pilots. Tement que la població fos hostil als cristians, però tractant de mantenir l'equívoc, després d'una sèrie de malentesos, van ser obligats per una multitud hostil a fugir de Moçambic i van salpar del port disparant els seus canons contra la ciutat.
El pilot que el sultà de l'illa de Moçambic els va proporcionar per conduir-lo a l'Índia, havia estat secretament instruït per lliurar els navilis portuguesos als governants àrabs de Mombasa. Una casualitat va fer descobrir l'emboscada i Vasco da Gama va poder continuar. A la costa de l'actual Kenya, l'expedició va saquejar els vaixells mercants àrabs desarmats. Els portuguesos es van convertir en els primers europeus a visitar el port de Mombasa, però van ser rebuts hostilment i van marxar aviat.

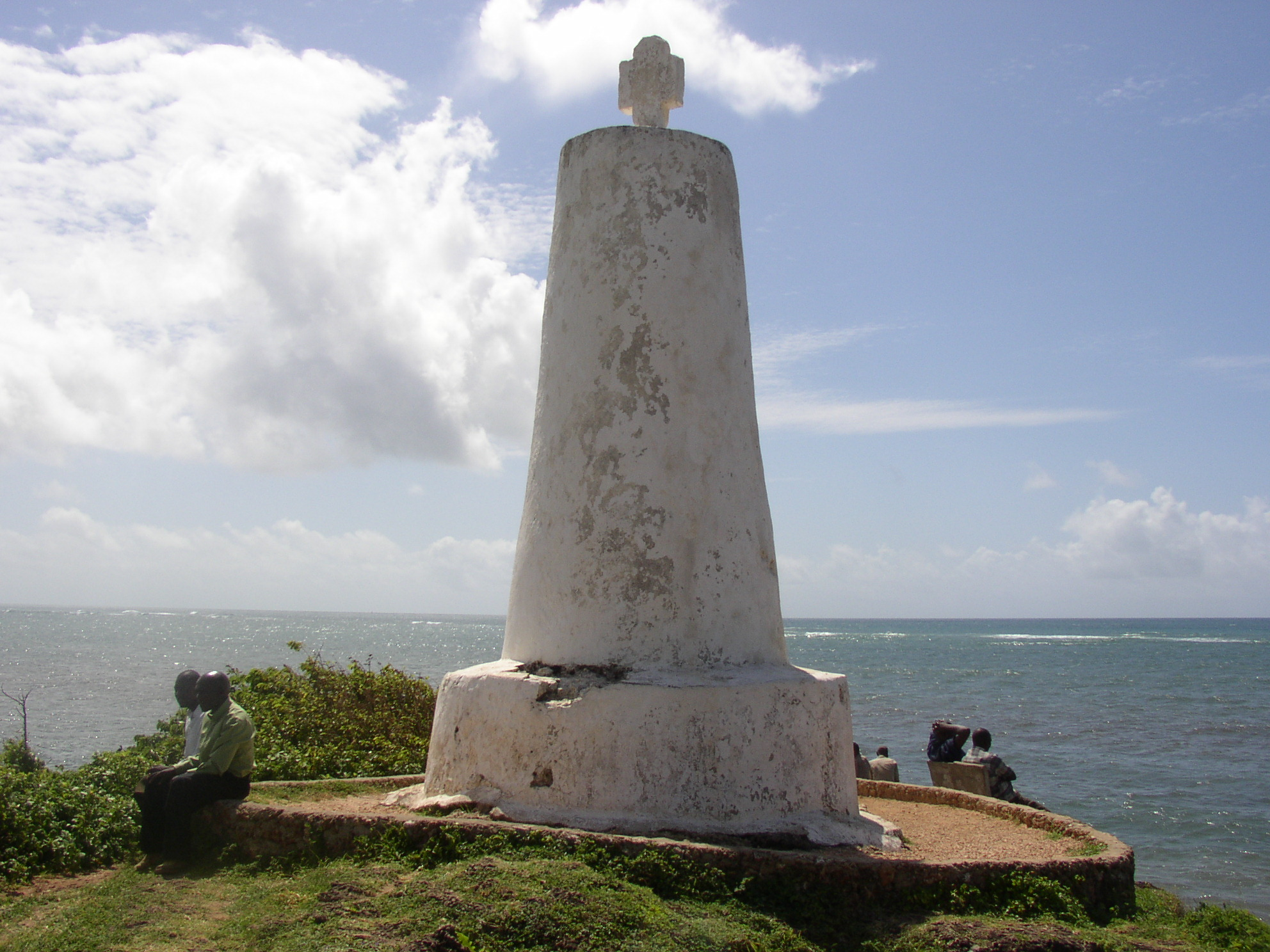
Monument a Vasco da Gama, a Malindi, a la costa de Kenya

Al febrer de 1498, Vasco da Gama va seguir cap al nord, desembarcant en l'amistós port de Malindi, ciutat rival de Mombasa, on van ser ben rebuts pel sultà que els va subministrar un pilot àrab coneixedor de l'oceà Índic. El coneixement dels vents monsònics va permetre guiar l'expedició fins a Calicut, a la costa sud-oest de l'Índia. Les fonts difereixen pel que fa a la identitat del pilot, identificant-se de vegades com un cristià, un musulmà o un guzerate. Un conte tradicional descriu al pilot com el famós navegant àrab Ibn Majid, però relats contemporanis situen Majid en un altre lloc en aquell moment.

### Arribada a Calicut

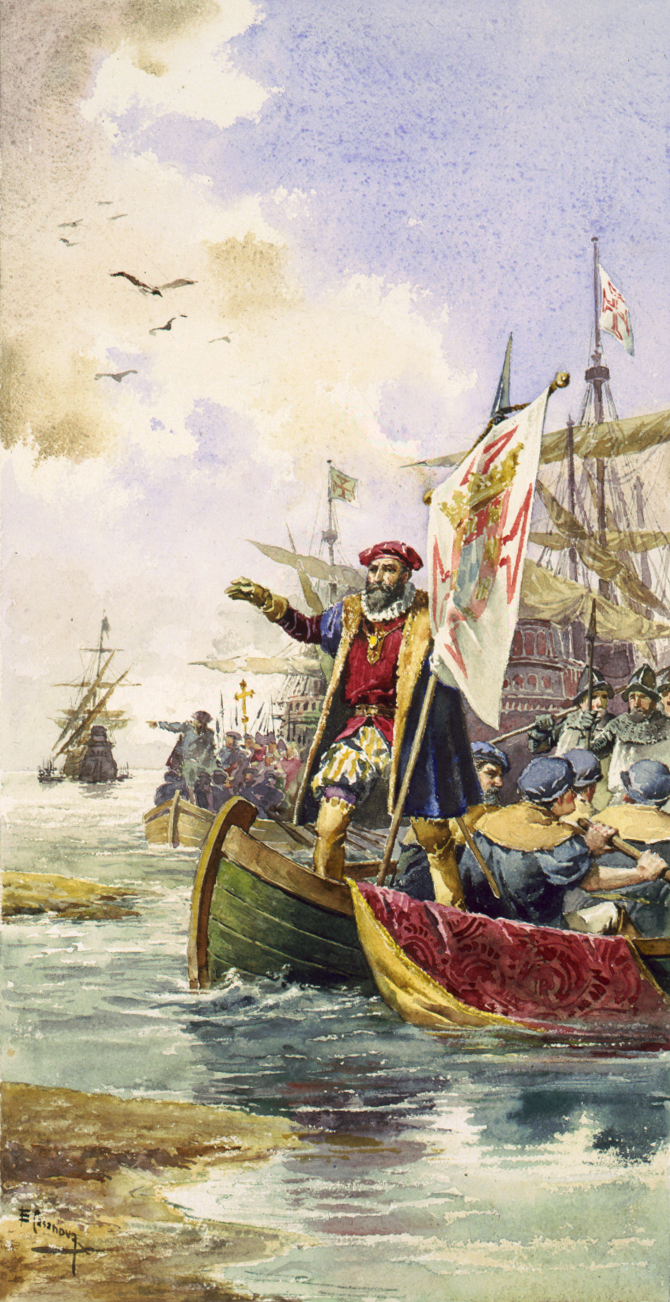
Arribada de Vasco da Gama a Calicut (il·lustració d'una edició de l'obra Os Lusíadas, 1880).

El 20 de maig de 1498, la flota va arribar a Kappakadavu, prop de Calicut, a l'actual estat indi de Kerala. S'havia establert la ruta del cap de Bona Esperança i s'havia obert la ruta marítima d'Europa fins a l'Índia. L'endemà de l'arribada, en la presència de molta gent a la platja, van ser rebuts per dos moros tunisians, un dels quals se'ls va dirigir en castellà: «Ao diabetis que et dou; quem et trouxe cambra?», i els van preguntar que anaven a buscar tan lluny. Els portuguesos van contestar: «Vam veure cerca cristãos i especiaria». En veure les imatges dels déus hindús Vasco da Gama i els seus homes van pensar que pertanyien a sants cristians, ja que els musulmans no tenien imatges. La creença en la presència de cristians a l'Índia, va perdurar durant algun temps, fins i tot després del retorn d'aquesta expedició.
Les negociacions amb el governador local, Samutiri Manavikraman Rajá, samorin de Calicut, van ser difícils. Els esforços de Vasco da Gama per aconseguir condicions comercials favorables eren poc fructífers a conseqüència de la diferència cultural i el baix valor de les mercaderies que portaven a bord. La flota de Vasco da Gama, per tant, no estava equipada per fer front a una cultura més sofisticada com la de l'Índia del moment, habituada a negociar amb articles de luxe, com teles de percal, espècies i pebre. Els representants del samorin es burlaven de les seves ofertes i els comerciants àrabs allà establerts estimulaven la resistència davant la possibilitat d'una competència no desitjada. Els portuguesos finalment van vendre els seus productes per sota del cost real per adquirir petites quantitats d'espècies i joies per portar al regne.
Finalment, el samorin es va mostrar satisfet amb les cartes del rei Manuel I i Vasco da Gama va aconseguir una carta ambigua de concessió de drets per comerciar. Tot i així, va acabar per marxar sense avís després que el samorin i el seu cap de l'Armada, Kunjali Marakkar, insistissin que deixés tots els seus béns com a garantia. Vasco da Gama es va endur els seus béns, però va deixar alguns portuguesos amb ordres d'iniciar la construcció d'una factoria.

### Retorn a Portugal
Vasco da Gama començar el viatge de tornada el 29 d'agost de 1498. A l'illa d'Anged van ser abordats per un home que afirmava ser cristià però que fingia ser un musulmà al servei de Hidalcão, el sultà de Bijapur. Sospitant que era un espia, el van assotar fins que va confessar que era un aventurer jueu polonès de viatge per l'Orient. Vasco da Gama el va capturar i va portar de tornada a Portugal; un any després acabaria sent el seu padrí quan va ser batejat amb el nom de Gaspar da Gama.
Vasco da Gama, ansiós per partir, va ignorar el coneixement local sobre el comportament dels monsons. En el viatge d'anada havien creuat l'Índic fins a l'Índia amb l'ajuda dels vents del monsó en només 23 dies. A la tornada, navegant a vela contra els vents, van consumir 132 dies, i els vaixells van aconseguir atracar a Malindi el 7 de gener de 1499. En aquesta etapa aproximadament la meitat de la tripulació va morir i molts dels altres estaven greument malalts per l'escorbut. Així, dels 148 homes que integraven l'armada, només 55 van tornar a Portugal. Dos dels vaixells van arribar a Portugal el juliol i setembre de 1499. La caravel·la Berrío, que era més lleugera i més ràpida, va ser la primera a arribar a Lisboa, on hi va atracar el 10 de juliol de 1499; estava sota el comandament de Nicolau Coelho i tenia com a pilot Pêro Escobar, navegant que més tard acompanyaria la flota de Pedro Álvares Cabral en el viatge en el qual van descobrir el Brasil, l'abril 1500. Després, ja a l'agost, va arribar la Sao Gabriel, sota el comandament de João de Sá, ja que Gama havia abandonat el vaixell a l'illa Santiago, a Cap Verd, on va noliejar una caravel·la per portar el seu germà, Paulo da Gama, que estava malalt, fins a l'illa Terceira, a les Açores, amb l'esperança de poder-lo salvar; però finalment va morir i va ser enterrat a Terceira.

### Reconeixement
Vasco da Gama va arribar a Lisboa al setembre de 1499, un mes després que els seus companys.
Al desembre de 1499, Vasco da Gama va ser recompensat per haver estat l'home que havia aconseguit finalitzar un pla iniciat feia 80 anys. El rei Manuel I de Portugal li va concedir la ciutat de Sines com a feu hereditari (la mateixa ciutat que el seu pare, Estêvão, havia posseït com a Commenda). Va resultar ser un assumpte bastant complicat, ja que Sines encara pertanyia a l'Orde de Sant Jaume de l'Espasa. Amb tot, no seria un problema per al Dr. Jorge de Lencastre, el mestre de l'Orde, per donar suport a la recompensa, després de tot, Gama era cavaller de Sant Jaume, un dels seus, i un estret col·laborador de Lencastre. Però el fet que Sines fos atorgada de la mà del rei, va provocar el rebuig de Lencastre per principi - per no encoratjar el rei en fer altres donacions de propietats de l'Ordre. Gama passaria els següents anys, tractant de prendre possessió de Sines - un esforç que l'allunyava de Lencastre i, finalment, portaria Gama a abandonar la seva estimada Orde de Sant Jaume i passar-se a la seva rival Orde de Crist el 1507.
Mentrestant, Gama es va fer amb una substanciosa pensió hereditària reial de 300.000 reis, i la concessió del títol nobiliari de Dom(senyor) a perpetuïtat per a ell, els seus germans i els seus descendents. A principis de 1502 (1500, segons algunes fonts), Vasco da Gama va ser guardonat amb el títol d'Almirante dos mares de Arabia, Persia, India e de todo o Oriente, un sobrepassat títol que recorda l'adornat títol castellà de Cristòfor Colom. La competència entre Castella i Portugal va fer que el rei considerés que si Castella tenia un Almirante de todos los mares, Portugal també n'hauria de tenir un. Una altra carta reial, datada l'octubre de 1501, va donar a Vasco da Gama, el dret personal a intervenir i executar un paper determinant en qualsevol futur de l'Armada portuguesa Índia.
Al voltant de 1501, Vasco da Gama es va casar amb Catarina d'Ataide, filla d'Álvaro d'Ataide, la alcaide d'Alvor (Algarve), i un noble prominent connectat per llaços de parentiu amb el poderós comte d'Abrantes.

## Segon viatge

### El viatge de Cabral
El 12 de febrer de 1502, Vasco da Gama va comandar una segona flota de vint vaixells de guerra, per portar a terme els interessos d'expansió colonial i comercial portuguesos. Havia rebut l'oferta després de la negativa de Pedro Alvares Cabral, que no va arribar a un acord amb el rei sobre el comandament de l'expedició. Aquest viatge va tenir lloc després del viatge de la segona flota a l'Índia, dirigida per Cabral el 1500 que, en desviar-se de la ruta, va fer el descobriment del Brasil. Quan va arribar a l'Índia, Cabral es va assabentar que els portuguesos que Vasco de Gama havia deixat per establir un lloc comercial, havien estat assassinats. Després de bombardejar Calicut es va dirigir al sud, cap a Cochin, un petit regne rival, on va ser rebut calorosament pels rajas, i retornà a Europa portant seda i or.

### Domini portuguès a l'Índic
En el viatge cap a l'Índia, Vasco da Gama va conquerir l'illa de Quiloa (actual Kilwa Kisiwani, a Tanzània), a l'Àfrica oriental; aquest era un dels ports de domini àrab que havien combatut contra els portuguesos, i el van convertir en tributari de Portugal. També es va apoderar de Sofala, a Moçambic. En aquest viatge també es va produir el primer albirament europeu que es coneix de les illes Seychelles, que Vasco da Gama va anomenar illes Almirant (Ilhas Amirante) en el seu propi honor.
Després d'arribar al nord de l'oceà Índic, Vasco da Gama va esperar per capturar un vaixell que tornava de la Meca amb importants mercaders musulmans, apoderant-se de totes les mercaderies per després incendiar-lo. En arribar a Calicut el 30 octubre 1502 el samorin estava disposat a signar un tractat sobretot, després de l'acte de barbàrie com a venjança pels portuguesos morts a Calicut, acció que va commocionar fins i tot els cronistes contemporanis.
Vasco da Gama va instal·lar un assentament portuguès i una fàbrica a Cochin, després dels esforços consecutius de Cabral i João da Nova. L'1 de març de 1503 va començar la guerra entre el samorin de Calicut i el Rajà de Cochin. Els portuguesos van bombardejar Calicut i destruir els llocs comercials àrabs. Els seus vaixells van assaltar als vaixells mercants àrabs, destruint també una flota de 29 vaixells de Calicut. Després d'aquesta batalla, van rebre importants concessions comercials favorables per part del samorin. Retornaren a Portugal el setembre de 1503, després d'eliminar els rivals àrabs de l'Índic i instaurar l'hegemonia marítima portuguesa a la zona.

## Tercer viatge i mort

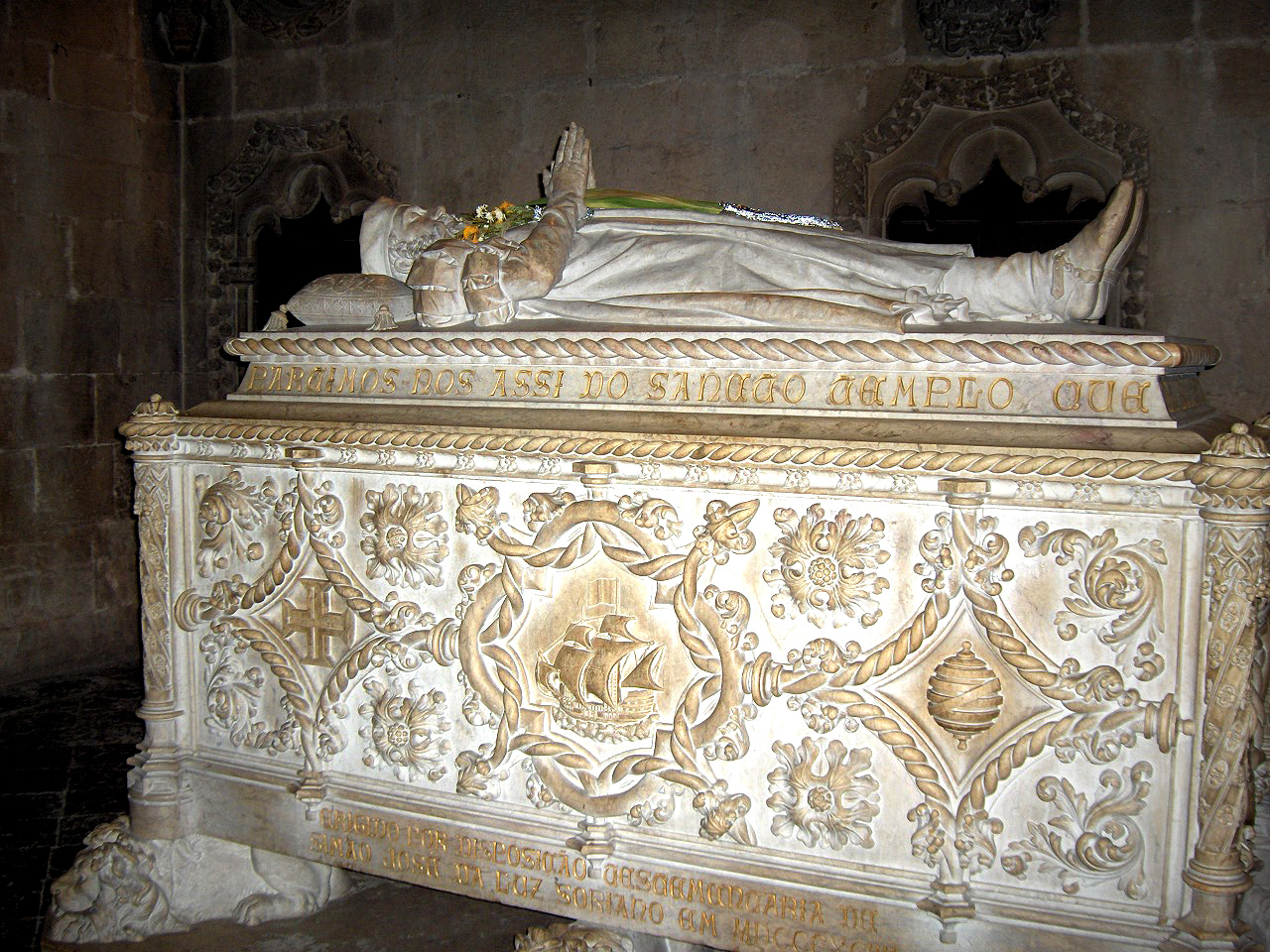
Tomba de Vasco de Gama al monestir dels Jerònims de Betlem

Després de romandre allunyat de la navegació durant gairebé vint anys, el 1524, va ser nomenat virrei de l'Índia, per substituir Duarte de Meneses, però poc després d'arribar a Goa, va contraure la malària. Morí a Cochin el 24 de desembre del mateix any.
El seu cos va ser enterrat a l'església del sant Francesc, a Cochin, i el 1539 les seves restes van ser repatriats a Portugal. Va ser sepultat en una tomba a Vidigueira. El monestir dels Jerònims de Betlem va ser erigit en honor del seu viatge a l'Índia.

## Llegat i reconeixements
Vasco da Gama i la seva esposa, Catarina de Ataíde, van tenir sis fills i una filla: Francisco da Gama (Comte de Vidigueira), Estevão da Gama, Paulo da Gama, Cristóvão da Gama, Pedro da Silva da Gama, Álvaro de Athaíde i Isabel de Athaíde da Gama.
Vasco da Gama va ser un dels responsable de l'èxit de Portugal com a potència mundial. L'epopeia nacional portuguesa, Os Lusíadas de Luís Vaz de Camões fa referència en gran part els viatges de Da Gama. Igualment l'òpera L'Africaine: Opéra en Cinq Actes, de Giacomo Meyerbeer i Eugène Scribe s'inspira en aquest personatge.
Porten el nom de Vasco Da Gama:
- La ciutat portuària de Goa.
- Un gran cràter lunar.
- Tres equips de futbol del Brasil i l'equip de Goa
- Una església a Kochi (Índia).
- Un pont i una torre a Lisboa.
- Un barri de Rio de Janeiro.

Vasco da Gama ocupa el lloc 86 al llibre Els 100, un rànquing de les persones més influents en la història, una obra de Michael H. Hart.
El 1994 va aparèixer en els bitllets portuguesos de 5.000 escuts.
El 1998, els projectes preparats per celebrar el V Centenari de l'arribada de Vasco da Gama a l'Índia per part del govern de Portugal van haver de ser abandonats a causa de la ira pública que va suscitar l'esdeveniment.